# NBCナイトリーニュース
『NBCナイトリーニュース（NBC Nightly News）』は、アメリカ・NBCで放送されているNBCニュース製作の報道番組。放送時間は18:30 - 19:00（ET/PT）。Podcastで無料配信されている。

## 沿革
番組は1970年に、ジョン・チャンセラーをアンカーに据えて放送開始（一時デビット・ブリンクリーなどが共同アンカーを務めた）。1982年、『トゥデイ』で人気を博したトム・ブロコウ（Tom Brokaw）が平日の放送を担当する。その後、ベルリンの壁崩壊のニュースをアメリカメディアでいち早く現地で伝えるなど、スクープや速報性などで評価されるようになった。
1990年代後半からはライバルの報道番組より視聴率で優位に立ち、その状態の中2002年、ブロコウの勇退および後任をそれまで休暇時の代役を務めていたブライアン・ウィリアムズ（Brian Williams）とする内容を明らかにした。そして、2004年の大統領選挙報道に一区切りついた12月1日にブロコウの出演は終わり、翌日からウィリ アムズが正式に平日のアンカーとなる。また、週末のアンカーはレスター・ホールトが担当。ブライアン・ウィリアムズが出演できない場合はアン・カリーとレスター・ホルト、ホワイトハウス担当記者デビッド・グレゴリーが臨時で担当する。
なお、週末版の代理アンカーについては、主に週末のTODAYアンカー、もしくは日曜朝のミート・ザ・プレスの司会でもあるデビット・グレゴリーが担当する（ごく稀にではあるが、CNBC担当のキャスターが務めることもある）。
2007年3月26日放送分から全米ニュース番組としては初のハイビジョン制作になった。
2008年11月1日までは、日テレNEWS24でも放送されていた。

### レスター・ホルト（2015年〜2025年）

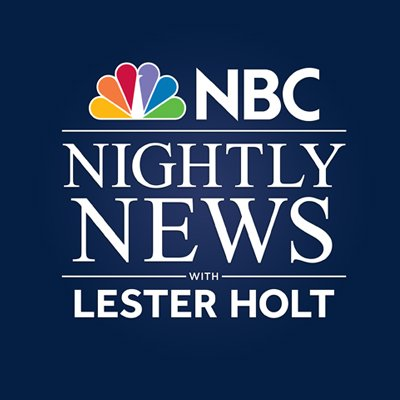
2015年6月22日から2020年後半まで使用されたロゴ

2015年6月18日、NBCニュースとMSNBC会長のアンドリュー・ラックは、レスター・ホルトが同年6月22日から恒久的に『NBCナイトリーニュース』のメインアンカーに就任すると発表した（ホルトは発表当日に予定されていた休暇で、『トゥデイ』プレゼンターのサバンナ・ガスリーが同放送週の暫定アンカーを務めていた）。8月に停職期間が満了した後、ブライアン・ウィリアムズはMSNBCに再割り当てされ、アンカーと特派員の両方を務めていた。
ホルトはかつて、2013年8月6日から同年9月2日までの間、ウィリアムズが人工膝関節形成術手術を受けるため不在になったことを受け、平日の暫定アンカーを務めていた。メインアンカーへの昇進により、ホルトは主要ネットワークのニュース番組で最初のアフリカ系アメリカ人の平日単独アンカーとなる。マックス・ロビンソンは1978年から1983年までABCの『ワールドニュース・トゥナイト』の共同アンカーであり、グウェン・アイフィルは2013年から2016年まで『PBSニュースアワー』の共同アンカーだった。
2016年6月27日、完全な16:9レターボックスでの放送に切り替わり、既存のグラフィックパッケージは16:9形式に再配置された。同年10月10日、1999年11月8日以降に使用されていたかつてのロゴのバリエーションを置き換える新しい番組ロゴを含む、元々完全な16:9向け放送用に最適化されたグラフィックを備えた全く新しい外観を披露した。

2023年6月19日から2025年5月30日後半まで使用されたロゴ

2017年7月14日、撮影場所をスタジオ3Bからスタジオ3Cに移転した。
2021年8月11日、エグゼクティブ・プロデューサーのジェニファー・スオッツォが番組を辞め、メガン・ラフェルティが同年8月16日に暫定エグゼクティブ・プロデューサーに就任することが発表された。
2021年9月13日、撮影場所をスタジオ3Cからスタジオ1Aに移転した。スタジオ1Aは『トゥデイ』の本拠地でもある。

## 番組オープニング
ウィリアムズがヘッドラインを読み上げたあと、「Nightly News begins now」と言ってタイトル画面となる。
テーマ音楽はジョン・ウィリアムズ。曲名は「使命」（The Mission）であり、この曲をアレンジしたものは同ネットワークの看板番組である『トゥデイ』などでも使われている。NBCナイトリーニュースのタイトルコールは、1980年よりNBCのアナウンサー、ハワード・リングが担当していた。2005年に彼が定年退職したが、退職直前に録音したタイトルコールの音声を視聴者の要望により2007年12月14日まで使用していた。その後、2007年12月17日放送分よりハリウッド俳優でアカデミー賞を受賞したマイケル・ダグラスがタイトルコールのナレーターを担当することになり、話題になった。
日本では提携関係にある日本テレビ系列の日テレNEWS24とBS日テレで火曜日 - 土曜日の10:30 - 11:00（録画）に2008年11月1日まで放送されていた（4:3SDでの放送、同時通訳有り）。また、AFNのAFN│prime PACIFICでも火曜日 - 金曜日の12:00から放送。なお、かつてテレビ東京の『TXNニュースワイド11』でもオープニングつきで一部が放送されていたことがある。また、日本では週末版は放送されていない（以上、時刻は日本時間）。
ヨーロッパではCNBC Europeで平日の放送分が視聴可能（同時放送）。

## 子供版
2020年4月、NBCニュースは、6〜16歳の子供向け番組『NBCナイトリーニュース・キッズ・エディション（NBC Nightly News Kids Edition）』の制作を開始し、子供を対象としたニュースを特集した。同番組はレスター・ホルトがホストを務め、毎週木曜日にNBCニュースのYouTubeチャンネルで公開される。同年3月6日からは、一部のNBC系列局で毎週土曜日に放送を開始した。

## アンカー

### 平日
以下は、NBCテレビネットワークの主力である平日夕方のニュース番組（1970年以来『NBCナイトリーニュース』と題されている）とその前身番組の主要なニュースキャスターであった人物である。
- ジョン・キャメロン・スウェイジ（英語版） - 1948年2月16日〜1956年10月26日（『キャメル・ニュース・キャラバン』）
- チェット・ハントリー（英語版）、デイヴィッド・ブリンクリー（英語版） - 1956年10月29日〜1970年7月31日（『ハントリー＝ブリンクリー・リポート（英語版）』）[注 1]
- ジョン・チャンセラー（英語版）、フランク・マギー (ジャーナリスト)（英語版）、デイヴィッド・ブリンクリー - 1970年8月3日〜1971年8月13日[注 2]
- ジョン・チャンセラー - 1971年8月16日〜1976年6月4日
- ジョン・チャンセラー、デイヴィッド・ブリンクリー - 1976年6月7日〜1979年10月9日
- ジョン・チャンセラー - 1979年10月10日〜1980年11月14日
- ジョン・チャンセラー、ロジャー・マッド（英語版） - 1980年11月17日〜1982年4月2日
- トム・ブロコウ、ロジャー・マッド - 1982年4月2日〜1983年9月2日
- トム・ブロコウ - 1983年9月5日〜2004年12月1日
- ブライアン・ウィリアムズ - 2004年12月2日〜2015年2月6日
- レスター・ホルト - 2015年2月9日〜現在（2015年6月22日までは暫定アンカー）

### 週末
週末版のアンカーには次の人物が含まれている。
- ギャリック・アトリー（英語版）（週末：1971年〜1973年・1990年〜1993年、日曜日：1987年〜1990年）
- トム・ブロコウ（土曜日：1973年〜1976年）
- フロイド・カルバー（英語版）（日曜日：1973年〜1975年）
- トム・スナイダー（英語版）（日曜日：1975年〜1976年）
- キャサリン・マッキン（英語版）（日曜日：1976年〜1977年）
- ジョン・ハート (ジャーナリスト)（英語版）（土曜日：1976年〜1977年、日曜日：1977年〜1982年）
- ジェシカ・サヴィッチ（英語版）（土曜日・不定期で日曜日：1977年〜1983年）
- ジェーン・ポーリー（英語版）（日曜日・不定期で土曜日：1980年〜1982年）
- コニー・チャン（土曜日：1983年〜1989年）
- クリス・ウォレス（英語版）（日曜日：1982年〜1984年、1986年〜1987年）
- ジョン・パーマー (テレビジャーナリスト)（英語版）（日曜日：1984年〜1986年、1996年）
- マリア・シュライバー（英語版）（土曜日：1989年、日曜日：1990年）
- ブライアン・ウィリアムズ（週末：1993年〜1999年）
- アン・カリー、デボラ・ロバーツ（英語版）、エリザベス・バーガス（英語版）（日曜日：1993年〜1995年）
- ジゼル・フェルナンデス（英語版）（日曜日：1995年〜1996年）
- ボブ・クール（英語版）、クリス・ハンセン（英語版）、クリス・ジャンシング（英語版）、チャック・スカーボロ（英語版）、ジャック・フォード (ジャーナリスト)（英語版）、ジョディ・アップルゲイト（英語版）、レン・キャノン、モーリス・デュボア、アン・カリー、ドーン・フラタンジェロ、ケリー・オドネル（英語版）、フェイス・ダニエルズ（英語版）、ジェーン・ポーリー、サラ・ジェームス、フレドリッカ・ホイットフィールド（英語版）、ソルダッド・オブライエン（英語版）（日曜日：1996年〜1999年）
- ジョン・シーゲンターラー (アンカーマン)（英語版）（日曜日：1996年〜1999年、週末：1999年〜2007年）
- レスター・ホルト（週末、2007年〜2015年）
- ケイト・スノウ（英語版）（日曜日：2015年10月4日〜現在）[11]
- ホセ・ディアス＝バラート（英語版）（土曜日：2016年8月〜現在）

## 特派員・レポーター
- ピーター・アレグサンダー - アメリカ国内担当
- ロン・アラン - アメリカ国内担当
- ジェーン・アラフ - 中東特派員
- ロバート・バゼル - NBCニュースチーフ科学担当記者
- トム・ブロコウ - 前アンカー、NBCニュースの特別顧問として不定期出演
- ケヴィン・コーク - アメリカ国内担当
- トム・コステロ - アメリカ国内担当
- リー・コワン - アメリカ国内担当
- トム・コステロ - アメリカ国内担当
- リチャード・エンゲル - NBCニュース・中東特派員およびベイルート支局長
- ボブ・フォウ - アメリカ国内担当
- マーティン・フレッチャー - 中東特派員およびイスラエル支局長
- ドーン・フラタンジェロ- アメリカ国内担当
- デヴィッド・グレゴリー - ホワイトハウス主任担当記者
- クリス・ジャンシング - ロサンゼルス特派員
- ミッシェル・コスキンスキ - アメリカ国内担当
- ジョージ・ルイス - アメリカ国内担当およびロサンゼルス支局長
- ジム・ミクラゼフスキ - 国防総省主任担当
- アンドレア・ミッチェル - 外交問題主任特派員
- ロン・モット - アメリカ国内担当
- リサ・マイヤーズ - 上級調査担当
- マイケル・オクウ - 西海岸/カリフォルニア担当
- ロジャー・オニール - アメリカ国内担当
- ティム・ラサート - NBCワシントン支局長兼ミート・ザ・プレスアンカー
- マーティン・サヴィッジ - ニューオーリンズ支局長
- ジャネット・シャムリアン - アメリカ国内担当
- ナンシー・スナイダーマン博士 - NBCニュース主任医学エディター
- ドン・テーグ - アメリカ国内担当
- ケヴィン・ティブルス - アメリカ国内担当
- アン・トムプソン - NBCニュース主任環境報道担当
- ピート・ウィリアムス - 最高裁判所長官特派員
- ジョン・ヤン - NBCニュース・ホワイトハウス担当
- レスター・ホールト - アンカー、ナイトリーニュース土日アンカー、『トゥデイ』週末版アンカー